# Хімічна активація
Хімічна активація (англ. chemical activation, рос. химическая активация) — активація молекулярної частинки в момент утворення її в процесі хімічної реакції. Її особливість полягає в тому, що оскільки частинки дістали енергію не в результаті теплового руху, їх поведінка характеризується енергетичним розподілом, який є нерівноважним відносно статистичної рівноваги для цих же частинок при даній температурі. Це зумовлює їх незвичну реактивність чи здатність до випромінювання в певному діапазоні (хемілюмінесценція). 